# Blaumanis-Denkmal

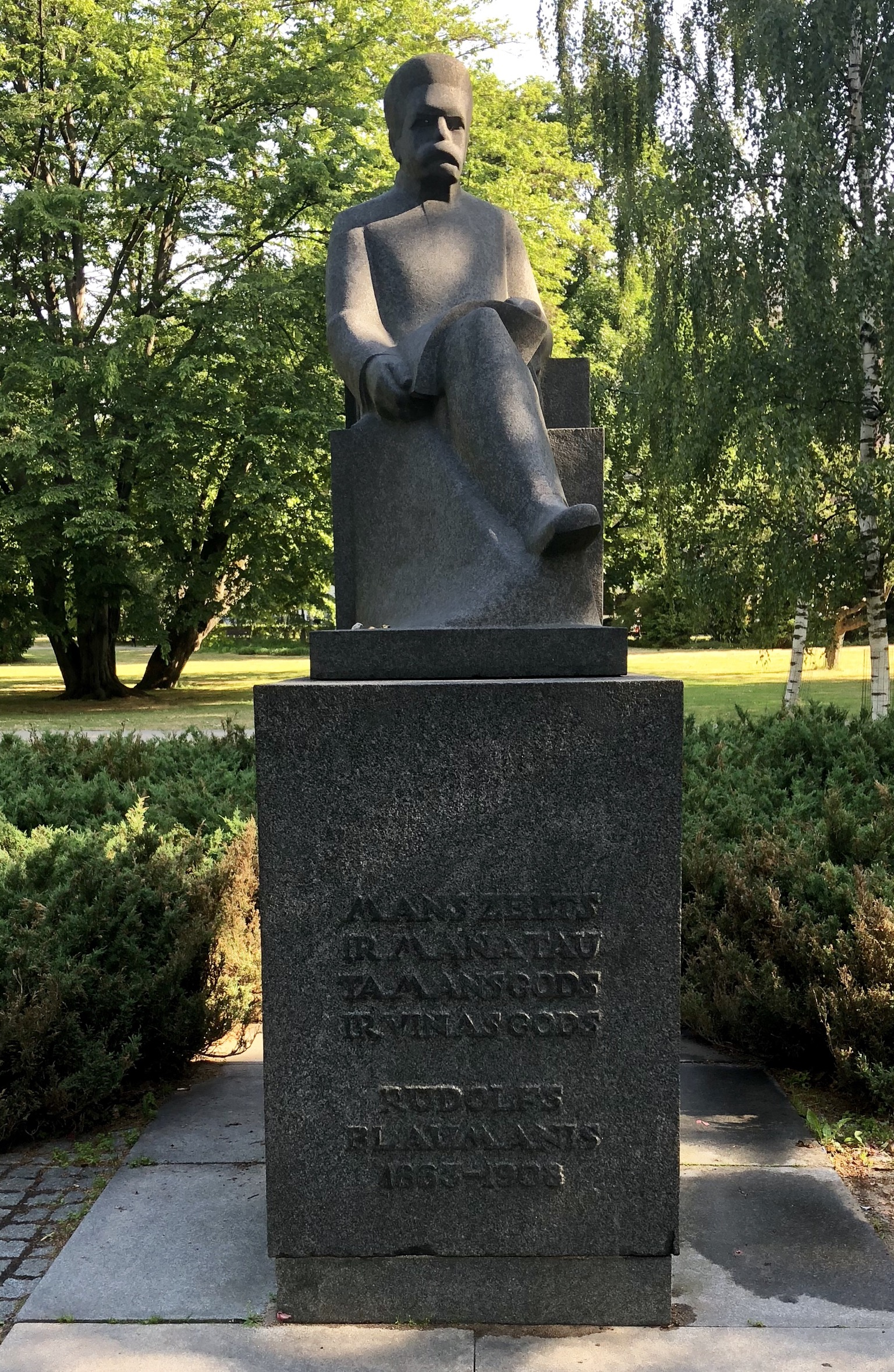
Blaumanis-Denkmal

Das Blaumanis-Denkmal (lettisch Blaumaņa piemineklis) ist ein Denkmal für den lettischen Schriftsteller Rūdolfs Blaumanis in der lettischen Hauptstadt Riga.

## Lage
Das Denkmal befindet sich zentral im Park Basteiberg nordöstlich der Rigaer Altstadt.

## Gestaltung und Geschichte
Das Denkmal wurde 1929 von dem Bildhauer Teodors Zaļkalns geschaffen und am 10. November 1929 enthüllt. Bereits 1935 erfolgte eine Versetzung des Denkmals vom Basteiberg an die Kreuzung Krišjāņa Barona iela und Blaumaņa iela. Letztlich wurde der neue Standort aufgrund der Enge der dortigen Platzsituation als unpassend empfunden, so dass 1948 eine Rückversetzung an den alten Standort erfolgte. 2001 wurde es innerhalb des Parks erneut versetzt und näher an der  Stadtkanalbrücke aufgestellt.
Das Blaumanis-Denkmal ist etwa 3,20 Meter hoch und zeigt eine auf einem großen Sockel sitzende, Rūdolfs Blaumanis darstellende Skulptur.
Auf der Vorderseite des Sockels befindet sich in lettischer Sprache eine Inschrift mit einem Zitat aus Blaumanis’ Gedicht Tālavas taurētājs („Mein Gold ist mein Volk [,] Meine Ehre ist seine Ehre[!]“), seinem Namen und seinen Lebensdaten:
Mans zelts
ir mana tau-
ta Mans gods
ir viņas gods
 
Rūdolfs
Blaumanis
1863–1908